# Mala Pereščepino
Mala v. Malaja Pereščepino lelőhely Poltava mellett, a mai Ukrajnában, ahol 1912 májusában egyedülállóan gazdag kincsleletet találtak a cári Orosz Birodalom poltavai kormányzóságában.

## A kincslelet
Egy tehénpásztor és a barátja véletlenül bukkantak a kincsre. A falubeliek megsemmisítettek minden régészetileg használható nyomot, így a két nappal később érkező kutatók csak a pusztítás nyomait tanulmányozhatták.
Összesen körülbelül 25 kg arany- és 50 kg ezüsttárgyból áll a kincs, mely többek közt edényeket (16 arany és 19 ezüst), fegyvereket (egyenes kard, tőr), ékszereket (övveretek, fülbevalók, karkötők, nyaklánc, gyűrűk), pénzérméket (Mauricius 582-602, II. Konstans 641-668, ún. súlyos solidusokat is) és lószerszámdíszeket tartalmazott. A több mint 800 db-ból álló leletegyüttessel először I. A. Zareckij és N. Makarenko (1912), majd A. A. Bobrinsky foglalkozott (1914).
A tárgyak eredete a bizánci, bolgár-, avar- és szászánida művészetben keresendő. Elrejtésének idejét a 7. század utolsó harmada előttre teszik. Az egyik 5 kg-os 4. századból való tál aljára az M. P. monogramot vésték, valamint az egyik gyűrűt is szignálták. Különböző értelmezései voltak: szláv hadizsákmánynak, ill. Kuvrat bolgár kán sírjának is tartották. Annyi bizonyos hogy a ritka súlyos solidusok, ill. a császári ötvösműhelyben készült övgarnitúra alapján jó kapcsolatokat ápolt Bizánccal. Néhányan keresztény uralkodónak vélik.

A leletek másolatai
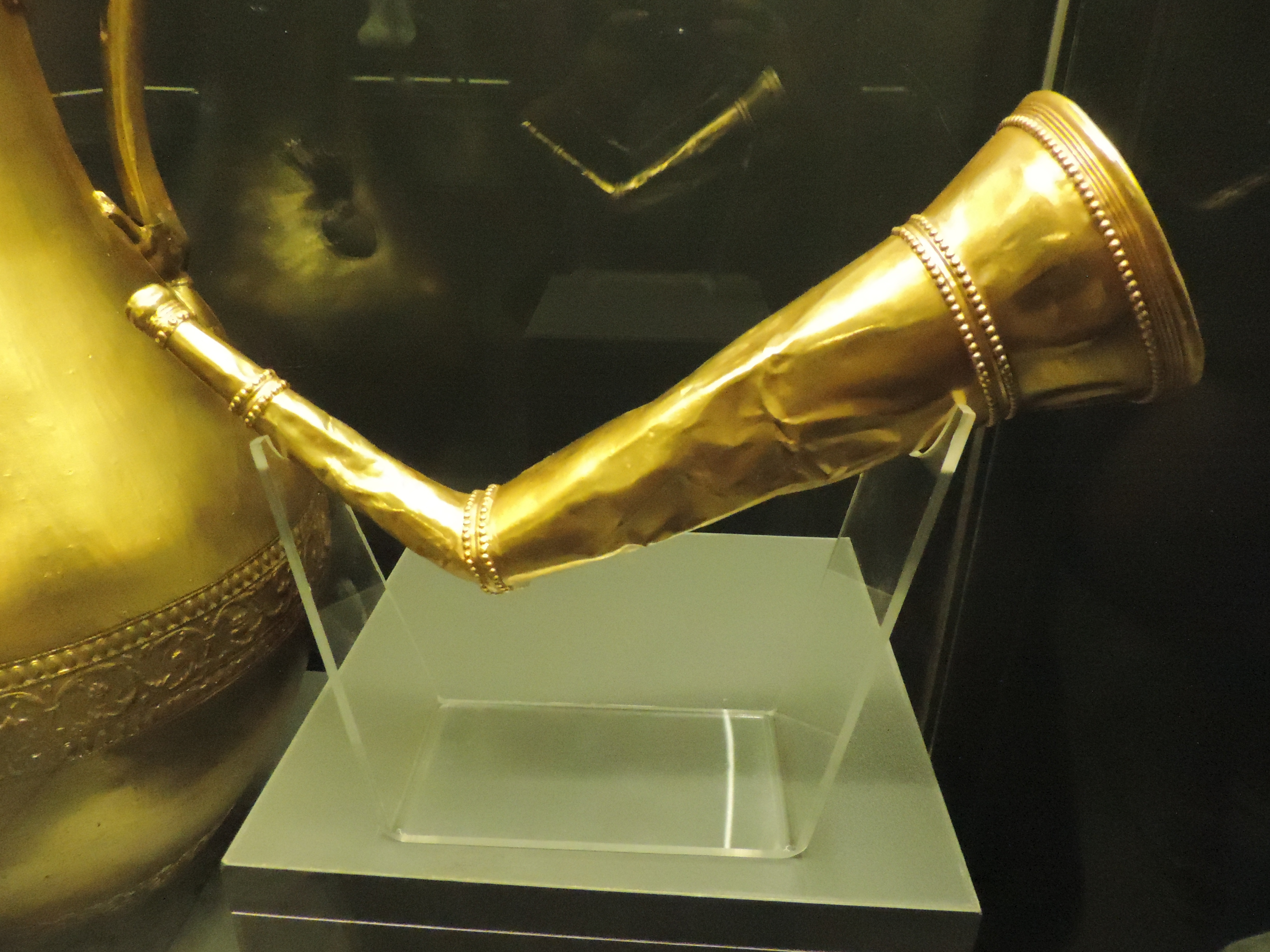
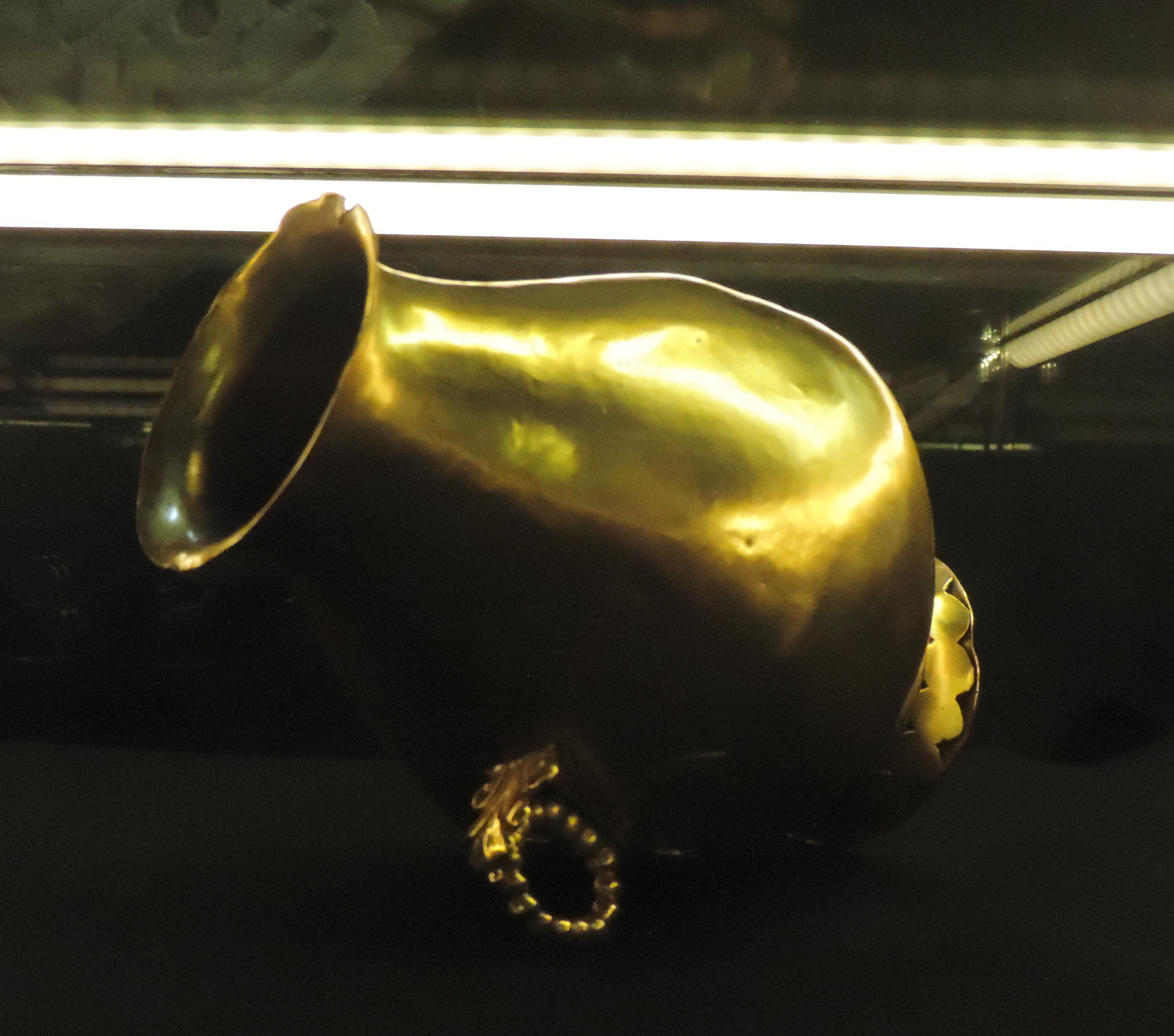
Aranykorsó
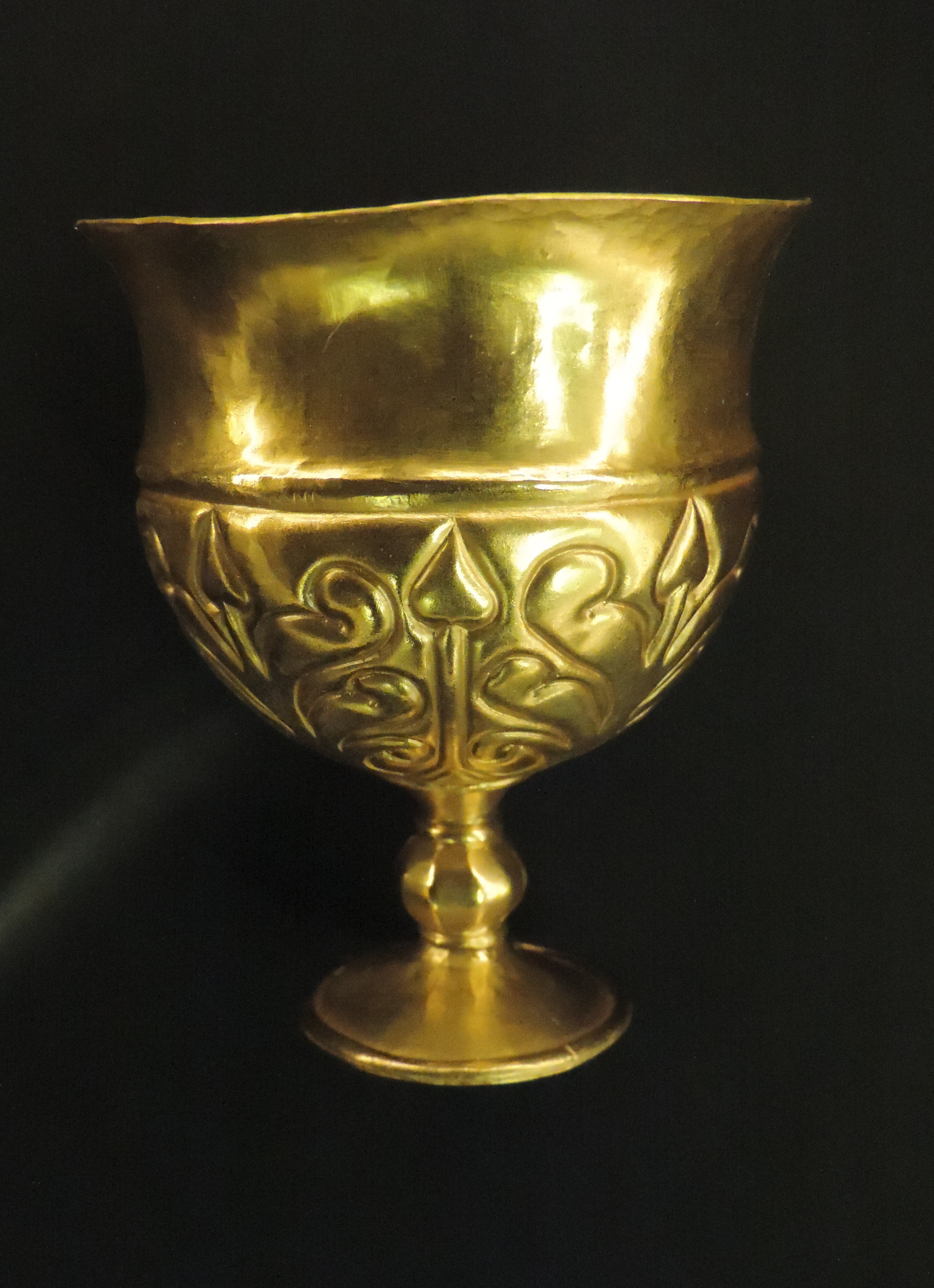
Aranypohár
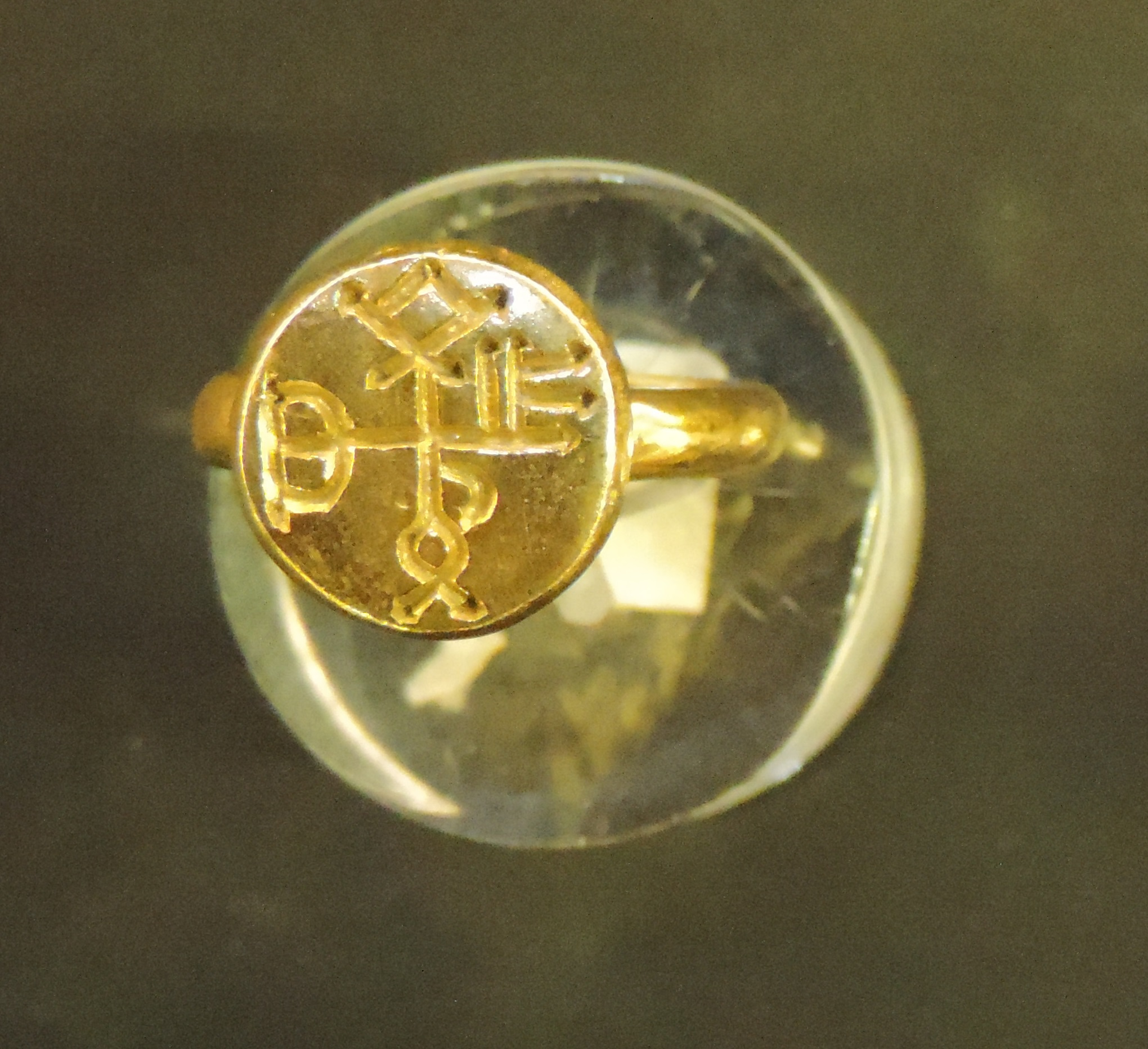
Monogramos gyűrű
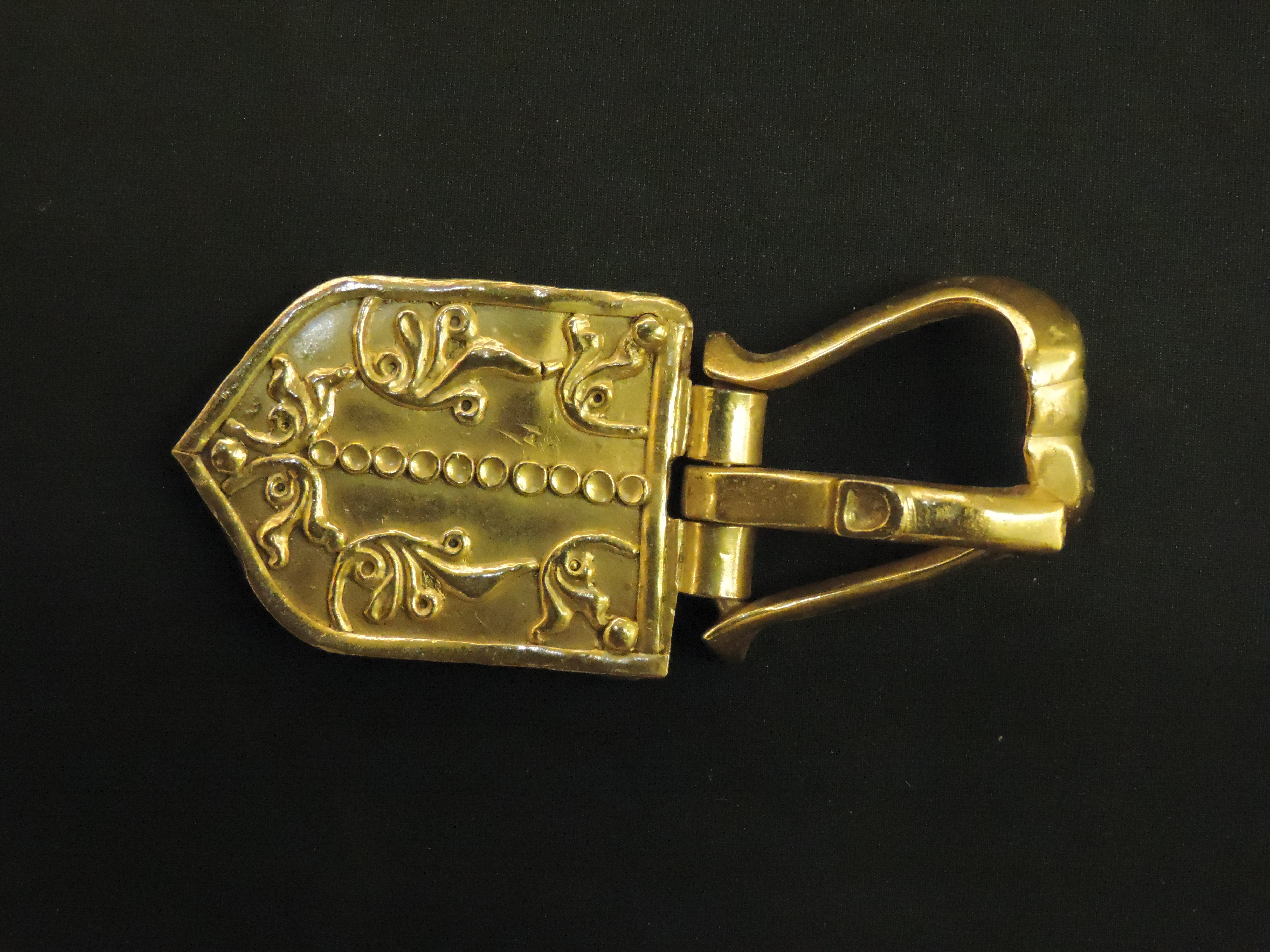
Övcsat

## A leletegyüttes értékelése

### Kuvrat sírja
„A sírként történő értékelés azt követően kapott szélesebb nemzetközi visszhangot, amikor a neves német koraközépkor kutató, Joachim Werner a leletegyüttes egyik pecsétgyűrűjének a feliratából Werner Seibt segítségével Kuvratnak (ΧΟΒΡΑΤΟΥ vagy ΧΡΟΒΑΤΟΥ formában), a korai bolgár fejedelemség kiemelkedő vezetőjének a nevét olvasta ki.” Több szakember már az olvasat megjelenésekor vitatta a leletegyüttes azonosítását, mivel a csontok vagy koporsómaradványok hiánya arra utal, hogy inkább halotti áldozati leletként értelmezhető a kincs. A pecsétgyűrűk feliratai pedig számos más megoldási lehetőséget is tartalmazhatnak.

### Kazár hagyaték
„A kazárok régészetével kapcsolatban a következő jelentős lépésre a 2000-es években került sor: Olekszij V. Komar ukrán régész részletes elemzéssel kimutatta, hogy a híres Mala Perescsepino-i lelet és köre - melyet korábban a bolgárok nevezetes vezetőjéhez, Kuvrathoz kötöttek - valójában a kazár, méghozzá a 7. század második felére keltezhető ún. korai kazár időszak hagyatéka.”

## Külső hivatkozások
- Ermitázs
- Bolgár kincsek Archiválva 2009. július 17-i dátummal a Wayback Machine-ben